# Krščansko razumevanje duše
Sveto pismo, kot temelj krščanske religije, ima določene dele posvečeno vprašanju duše. Prva omemba duše v Svetem pismu se nahaja v Prvi Mojzesovi knjigi in sicer: 
»GOSPOD Bog je iz zemeljskega prahu izoblikoval človeka, v njegove nosnice je dahnil življenjski dih in tako je človek postal živa duša.«
. 
V celotnem besedilu se beseda duša v različnih oblikah pojavi le 197-krat, pri čemer ima dvojni pomen: največkrat se duša pojavi kot sinonim za živečega človeka (npr. »To so Rahelini sinovi, ki so se rodili Jakobu, skupaj štirinajst duš.« (1 Mz 46,22)) oz. za duhovni pojem (npr. »Le k Bogu teži moja duša, da se pomiri, od njega je moja rešitev.« (Ps 62,2)). V samem Svetem pismu se duša ne obravnava s filozofskega vidika, ampak je podana predvsem v obliki neovrgljivih trditev.
Po Svetem pismu ima duša naslednje lastnosti oz. je sposobna:
- je dana od Boga in živa (1 Mz 2,7);
- blagoslova (npr. 1 Mz 27,4);
- izražanja čustev (npr. 1 Mz 34,3);
- hrepenenja (npr. 1 Mz 34,8);
- poželenja (npr. 5 Mz 12,15);
- je dragocena za Boga (npr. 1 Sam 26,21);
- sovraštva (npr. 2 Sam 5,8);
- veselja (npr. Iz 26,9);
- tudi umrljiva (npr. Ezk 18,4);
- potrta (npr. Ps 6,4);
- slavljenja (npr. Ps 103,1);
- upanja (npr. Žal 3,24);
- zapeljevanja (npr. Sir 5,2);

Tako je duša dana od Boga in kot taka nenehno temelji na tem, da se vrne k svojemu izvoru, k Bogu. Kot je vidno iz zgornjih primerov, je tako duša tisti vodilni element v človeku, ki ga vodi skozi življenja tako v materialnem in duhovnem svetu. 
Na osnovi Svetega pisma in pod vplivom različnih filozofskih smeri so se v sklopu  krščanske filozofije izoblikovale različne interpretacije na temo duše.
Gnostiki so tako zagovarjali, da odrešitev duše leži le v posedovanju znanja o skrivnostih vesolja in skozi nekakšen kozmični proces. Duša je le ena od treh sestavin človeka; ostali dve sta delo in duh. Odrešitev leži le v vračilu duše k Izvoru, saj je le duša neumrljiva sestavina človeka. Preden se duša vrne k Izvoru, pa mora premagati številne ovire in doseči znanja.
Sveti Avguštin (354-430) je trdil, da je duša zadnji vzrok telesa. Kar je Bog duši, je duša telesu. Sam se ni nikoli opredelil glede izvora duša, saj je bil glede tega vprašanja razdeljen med traducionaliste in kreatiniste. 
Sveti Tomaž (1225-1274) je opredelil dušo kot substanco, ki pa je nedokončana; ima naravno sposobnost in nujnost za obstoj v telesu, v sodelovanju s tem, kar naredi večji del enotnost človekove narave. Kljub temu, da je povezana s telesom, je duša sama po sebi popolnoma preprosta. Vsi duševni procesi se tako izvajajo neodvisno od telesa. Racionalna duša je narejena v tistem trenutku, ko je organizem tako razvit, da je sposoben, da jo prejme. Sprva je duša sposobna le vegetativnih operacij, nato je duša sposobna čutenja, nakar pa doseže zadnjo stopnjo – popolna racionalna duša.
Kot temeljno delo, »prikaz vere Cerkve in katoliškega nauka, ki ju izpričuje ali osvetljuje Sveto pismo, apostolsko izročilo in cerkveno učiteljstvo«, je Katekizem katoliške Cerkve (dalje KKC). Duša tako izvira iz Boga in je hkrati večni del človeka, ki tako ni zgolj materialno bitje (KKC 33), ampak je sestavljen iz materialnega telesa in duhovne duše (KKC 360). Bog, ki je dal človeku dušoje v dušo vtisnil tudi »spoznanje naravne postave« (KKC 37). Tako je duša, kot Bog, neumrljiva, ki pa ob smrti, propadu materialnega telesa, le zapusti to telo in se nato ponovno združi s telesom ob končnem vstajenju (KKC 366); duša ima tako lastnost, da obuja neživo naravo (KKC 990). Duša je tako nekakšen zapisnikar človekovega življenja, saj je na podlagi duše izrečena posebna sodba, ki nato dušo pošlje na očiščevanje ali pa neposredno v nebesa (KKC 1022); v primeru, pa če človek umre v smrtnem grehu, pa je njegova duša poslana v pekel, prostor peklenskih kazni (KKC 1035). Vsi ljudje so »obdarjeni z enako razumno duša« (KKC 1931). Duša ima v katoliški veri velik pomen predvsem glede povezovanja človeka z Bogom in posmrtnega življenja.
Protestantski katekizem pri razumevanju duše navaja Martina Luthra, ki človekovo trorazdeljenost ponazori s tremi deli judovskega svetišča iz Stare zaveze:
Prvi se je imenoval Sanctum Sanctorum, presveto. V njem prebiva Bog in v njem ni svetlobe. Drugi je Sanctum, sveto. V njem je stal sedmeroroki svečnik in svetilke. Tretji se je imenoval atrium, preddverje. Ta je bil na zunaj na prostem v sončni svetlobi. Ta podoba je odsev kristjana. Njegov duh je Sanctum Sanctorum, presveto, prebivališče Boga v temi vere brez svetlobe, kajti kristjan veruje (v) nekaj, kar ne more niti videti,  niti občutiti, niti razumeti. Njegova duša je Sanctum, sveto. V svetem je sedem luči. To so npr. razum, zmožnost razlikovanja, znanje, spoznanje telesnih in vidnih stvari… Udje so atrium, preddverje in so vidni za vse, tako da se lahko vidi, kaj človek počne in kako živi. 